# An Hưng, quận Hồng Bàng
An Hưng là một phường thuộc quận Hồng Bàng, thành phố Hải Phòng, Việt Nam.

## Địa lý
Phường An Hưng nằm ở phía bắc quận Hồng Bàng, có vị trí địa lý:
- Phía đông giáp phường An Hồng
- Phía tây giáp quận An Dương
- Phía nam giáp phường Quán Toan
- Phía bắc giáp phường Đại Bản.

Phường An Hưng có diện tích 5,48 km², dân số năm 2023 là 15.287 người, mật độ dân số đạt 2.789 người/km².

## Lịch sử
Trước năm 1901, địa bàn xã An Hưng thuộc tổng Vũ Nông, huyện Giáp Sơn, phủ Kinh Môn, trấn (tỉnh) Hải Dương.
Sau năm 1901, địa bàn xã An Hưng thuộc huyện An Dương, tỉnh Kiến An.
Sau năm 1945, thành lập xã Kinh Giao.
Năm 1950, thành lập xã Hồng Hưng trên cơ sở xã Công Trứ và xã Kinh Giáo.
Năm 1956, chia xã Hồng Hưng thành xã An Hồng và xã An Hưng.
Ngày 7 tháng 4 năm 1966, Chính phủ ban hành Quyết định số 67-CP về việc thành lập huyện An Hải trên cơ sở huyện An Hưng và huyện Hải An. Khi đó, xã An Dương thuộc huyện An Hải.
Ngày 20 tháng 12 năm 2002, Chính phủ ban hành Nghị định số 106/2002/NĐ-CP về việc chuyển xã An Hưng thuộc huyện An Hải về huyện An Dương mới đổi tên quản lý.
Ngày 24 tháng 10 năm 2024, Ủy ban Thường vụ Quốc hội ban hành Nghị quyết số 1232/NQ-UBTVQH15 về việc sắp xếp đơn vị hành chính cấp huyện, cấp xã của thành phố Hải Phòng giai đoạn 2023 – 2025 (nghị quyết có hiệu lực từ ngày 1 tháng 1 năm 2025). Theo đó:
- Sáp nhập xã An Hưng thuộc huyện An Dương vào quận Hồng Bàng.
- Thành lập phường An Hưng thuộc quận Hồng Bàng trên cơ sở toàn bộ 5,48 km² diện tích tự nhiên và quy mô dân số 15.287 người của xã An Hưng.